# Clinodiplosis oleracei
Clinodiplosis oleracei är en tvåvingeart som beskrevs av Rubsaamen 1917. Clinodiplosis oleracei ingår i släktet Clinodiplosis och familjen gallmyggor. Inga underarter finns listade i Catalogue of Life.